# Addis Alem
Addis Alem (auch bekannt als Ejerie) ist eine Stadt in Äthiopien. Sie befindet sich in der Mirab Shewa Zone in Oromiyaa, westlich von Addis Abeba.
Der Zentralen Statistikagentur zufolge hatte Addis Alem im Jahr 2005 13.423 Einwohner, darunter 6.420 Männer und 7.003 Frauen. Die Volkszählung von 1994 bezifferte die Einwohnerzahl mit 7.500.
Addis Alem wurde im 19. Jahrhundert durch Menelik II. als neue Hauptstadt gegründet. Letztendlich beließ er die Hauptstadt jedoch in Addis Abeba. Die erste gepflasterte Straße in Äthiopien wurde 1903 zwischen Addis Alem und der Hauptstadt angelegt. Ein Jahr später konnte sie größtenteils genutzt werden.
Die Stadt ist bekannt für die Wandmalereien in ihrer Debre-Tsion-Mariam-Kirche. Des Weiteren findet sich hier ein Museum.

## Söhne und Töchter der Stadt
- Dejene Berhanu (1980–2010), Langstrecken- und Marathonläufer